# رنكات وأشباهها
رنكات وأشباهها (الاسم العلمي: Clupeoidei) هي رتيبة من الأسماك تتبع الرتبة الصابوغيات من طائفة شعاعيات الزعانف.

## التصنيف
- الرنكات
  - الرنكاوات
    - الرنكة
    - الصابوغة
- البلمية
  - البلماوات
    - البلم
    - الأنشوفة

  - الكويلاوات
    - الكويلة
    - الشيغْ
- الخُبَّاطات
  - الخُبَّاط